# Paramoera aucklandica
Paramoera aucklandica is een vlokreeftensoort uit de familie van de Pontogeneiidae. De wetenschappelijke naam van de soort is voor het eerst geldig gepubliceerd in 1908 door Walker.